# Gynoplistia elaphus
Gynoplistia elaphus är en tvåvingeart som beskrevs av Günther Theischinger 1993. Gynoplistia elaphus ingår i släktet Gynoplistia och familjen småharkrankar. Inga underarter finns listade i Catalogue of Life.